# Clyde (South Carolina)
 For alternative betydninger, se Clyde (flertydig). (Se også artikler, som begynder med Clyde)
Clyde er et kommunefrit område i Darlington County, South Carolina, USA.